# Harry Kane
Harry Edward Kane MBE (sinh ngày 28 tháng 7 năm 1993) là một cầu thủ bóng đá chuyên nghiệp người Anh hiện đang thi đấu ở vị trí tiền đạo cắm cho câu lạc bộ Bundesliga Bayern München và là đội trưởng của đội tuyển bóng đá quốc gia Anh. Được đánh giá là một trong những tiền đạo cắm xuất sắc nhất thế giới trong thế hệ của mình và thế kỷ 21, Kane là cầu thủ ghi bàn nhiều nhất mọi thời đại trong màu áo Tottenham Hotspur và đội tuyển Anh, ngoài ra anh còn là cầu thủ ghi nhiều bàn thắng thứ hai ở Premier League sau Alan Shearer. Trong suốt sự nghiệp thi đấu của mình, anh đã ghi được hơn 400 bàn thắng ở cả cấp câu lạc bộ và đội tuyển quốc gia.
Sinh ra và lớn lên ở quận Waltham Forest, Luân Đôn, Kane bắt đầu sự nghiệp bóng đá của ở Tottenham Hotspur. Tại đây, sau khi thăng tiến qua lò đào tạo trẻ của đội bóng, anh được đôn lên đội một vào năm 2009, ở tuổi 16. Kane được các câu lạc bộ thuộc Hệ thống giải bóng đá Anh cho mượn bao gồm Leyton Orient, Millwall, Leicester City và Norwich City. Việc vào sân của Harry Kane ở Tottenham tăng lên sau khi Mauricio Pochettino trở thành huấn luyện viên vào năm 2014. Trong mùa giải trọn vẹn đầu tiên cho Totteham Hotspur, Kane đã ghi 31 bàn thắng trên mọi trận đấu, là cầu thủ ghi nhiều bàn thắng thứ hai tại Premier League và được vinh danh là Cầu thủ trẻ xuất sắc nhất năm của PFA.
Trong mùa giải 2015–16 và 2016–17, Kane đã kết thúc với tư cách là Vua phá lưới ở giải đấu. Trong mùa giải thứ hai, anh đã giúp Tottenham Hotspur giành vị trí á quân Premier League và được vinh danh là Cầu thủ xuất sắc nhất năm của PFA. Thành tích tốt nhất theo thống kê cho đến nay của Kane là mùa giải 2017–18, với 41 bàn thắng sau 48 lần ra sân, và trong mùa giải tiếp theo, anh cùng Totteham lọt vào tới trận chung kết UEFA Champions League. Trong mùa giải 2020–21, Kane đồng thời là Vua phá lưới và chân chuyền số một của mùa giải tại Premier League. Năm 2023, anh chuyển sang khoác áo cho Bayern München với mức phí 110 triệu bảng, trở thành cầu thủ đắt giá nhất của Bundesliga vào thời điểm đó. Anh giành được danh hiệu chiếc giày vàng châu Âu đầu tiên với việc ghi được 36 bàn thắng tại Bundesliga trong mùa giải đầu tiên của mình.
Kane đã có 62 bàn thắng sau 89 lần ra sân cho đội tuyển Anh và hiện tại là cầu thủ ghi nhiều bàn thắng nhất ở cấp độ đội tuyển quốc gia. Anh ra sân và ghi bàn ở mọi cấp độ trẻ và ở tuổi 21, anh đã có trận ra mắt ghi bàn cho đội tuyển quốc gia vào tháng 3 năm 2015. Kane đã tham gia và ghi bàn thắng ở vòng loại UEFA Euro 2016 thành công cho đội tuyển Anh, đồng thời đại diện cho Anh tại giải đấu. Kane được đeo băng đội trưởng đội tuyển Anh ngay trước FIFA World Cup 2018, nơi anh kết thúc giải đấu với tư cách là cầu thủ ghi bàn thắng hàng đầu, giành được Chiếc giày vàng, đưa đội tuyển Anh lên vị trí thứ tư, thành tích cao nhất của họ kể từ FIFA World Cup 1990. Anh cũng đã dẫn dắt đội tuyển Anh giành vị trí á quân ở UEFA Euro 2020, đánh dấu lần đầu tiên đội tuyển Anh góp mặt trong một trận chung kết tại giải đấu này và cũng là trận chung kết lớn đầu tiên của họ kể từ FIFA World Cup 1966.
Mặc dù là một trong những tiền đạo toàn diện và hay bậc nhất trong lịch sử bóng đá. Nhưng phải đến năm 2025 tức năm anh 31 tuổi, Harry Kane mới có được danh hiệu chính thức đầu tiên, đó là chức vô địch Bundesliga 2024-25 cùng với Bayern München.

## Đầu đời
Harry Edward Kane sinh ngày 28 tháng 7 năm 1993 ở Walthamstow, London. Anh là người gốc Ireland thông qua cha mình, người đến từ Galway. Gia đình của Kane chuyển đến Chingford, nơi anh theo học Học viện Tiểu học Larkswood cho đến năm 2004, tiếp theo là Trường Trung Học Chingford (cũng có David Beckham đã từng theo học). Anh chơi bóng từ khi còn nhỏ, gia nhập câu lạc bộ Ridgeway Rovers vào năm 1999, ở tuổi 6. Kane nói về bóng đá trong gia đình:
| “ | Tôi nghĩ rằng các gen thể thao đến từ phía gia đình của mẹ tôi mặc dù chủ đề này là một cuộc tranh luận sôi nổi trong gia đình Kane. Bố có lẽ sẽ không thích tôi nói điều đó, nhưng tôi nghĩ ông nội Eric của mẹ tôi là một cầu thủ bóng đá khá giỏi và thi đấu ở trình độ khá. | ” |

Kane cũng cho biết: "Hầu hết gia đình tôi đều là người hâm mộ Spurs và tôi lớn lên cách mặt đất 15 phút, vì vậy tôi sẽ luôn là một người hâm mộ Spurs". Thần tượng thời thơ ấu của anh là Teddy Sheringham, cựu tiền đạo của Tottenham Hotspur, đồng thời coi Sheringham là một "tay săn bàn cừ khôi" và là hình mẫu về khả năng xâm nhập vào vòng cấm và ghi bàn thắng. Những ảnh hưởng thể thao bóng đá từ thời thơ ấu khác mà anh đã trích dẫn bao gồm David Beckham và Jermain Defoe. Kane cũng đã nói về sự ngưỡng mộ của anh với cựu tiền đạo người Brazil Ronaldo, nói thêm rằng anh đã thích xem các video về Ronaldo trên YouTube: "Ronaldo là một trong những cầu thủ đầu tiên mà tôi đã nhìn và nghĩ, 'cầu thủ này là một tay săn bàn, tôi muốn trở thành một tay săn bàn.'"

## Sự nghiệp câu lạc bộ

### Tottenham Hotspur

#### 2004–10: Sự nghiệp ban đầu
Kane lần đầu chơi cho câu lạc bộ Ridgeway Rovers và gia nhập học viện đào tạo trẻ Arsenal khi mới 8 tuổi. Anh đã bị loại sau một mùa giải vì "hơi mũm mĩm" và không "thể thao cho lắm", theo Liam Brady, người phụ trách học viện đội bóng trẻ Arsenal. Tháng 11 năm 2015, huấn luyện viên Arsène Wenger thất vọng khi Harry Kane đã rời Arsenal. Anh cũng đã thử việc ở Tottenham Hotspur nhưng không thành công bước đầu, và anh trở lại câu lạc bộ cũ Ridgeway Rovers. Năm 2004, Kane gia nhập học viện Watford để thử việc 4 đến 6 tuần, sau đó được trao một cơ hội đến với Tottenham sau khi anh gây ấn tượng khi đang thi đấu cho Watford trong trận đấu gặp Tottenham. Lần đầu tiên, anh chơi cho Tottenham với tư cách là một tiền vệ - ban đầu ở vị trí tiền vệ trụ, sau đó là tiền vệ tấn công.
Trong những ngày đầu ở Tottenham, Kane không phải là một cầu thủ nổi bật vì anh không to lớn cũng như không đặc biệt nhanh nhẹn, nhưng những người làm việc đối với anh đã chỉ ghi nhận mong muốn không ngừng để cải thiện các khía cạnh khác nhau trong trận đấu của mình. Vài năm sau khi gia nhập, Kane đã có một sự phát triển chiều cao khiến anh cao hơn và khỏe mạnh hơn. Trong mùa giải 2008–09, anh đại diện cho U16 Tottenham tham dự giải Copa Chivas ở Mexico và giải Bellinzona ở Thụy Sĩ, ghi được ba bàn thắng. Tháng 7 năm 2009, anh được đôn lên đội một Tottenham.
Trong mùa giải 2009–10, Kane đã có 18 bàn sau 22 lần ra sân cho U18 Tottenham. Kane ra sân từ trên băng ghế dự bị cho đội một hai lần trong mùa giải 2009–10. Cả hai trận đấu đều là chiến thắng ở cúp Quốc gia: một trận gặp Everton ở Cúp EFL vào ngày 27 tháng 10 năm 2009 và trận còn lại ở vòng 4 Cúp FA vào ngày 24 tháng 2 năm 2010, gặp Bolton Wanderers.

#### 2010–14: Cho mượn khắp nước Anh
Kane ký hợp đồng chuyên nghiệp đầu tiên với đội bóng vào tháng 7 năm 2010. Ngày 7 tháng 1 năm 2011, anh chuyển đến Leyton Orient dưới dạng cho mượn cho đến hết mùa giải 2010–11. Huấn luyện viên Leyton Orient rất "vui mừng" khi Kane đến và nói, "Tôi chắc chắn rằng cầu thủ này sẽ có tác động đến chúng tôi trong những tháng tới". Anh có trận ra mắt đội một Orient vào ngày 15 tháng 1, vào sân thay cho Scott McGleish ở phút thứ 73 trong trận hòa 1–1 trước Rochdale. Một tuần sau, Kane có bàn thắng đầu tiên cho Leyton Orient vào lưới đối thủ Sheffield Wednesday; trong lần đầu tiên ra sân, Kane "không được đánh dấu" ghi bàn từ quả đá phạt trực tiếp của Dean Cox ở phút thứ 57 khi Orient giành chiến thắng chung cuộc 4–0. Huấn luyện viên Orient nói rằng anh "rất vui" khi Kane ghi được bàn thắng trong trận đấu đầu tiên của anh. Ngày 12 tháng 2, anh ghi hai bàn trong chiến thắng 4–1 trước Bristol Rovers, sau khi vào sân thay cho McGleish ở phút thứ 70. Kane đã kết thúc mùa giải với 5 bàn thắng sau 18 lần ra sân.
Ngày 25 tháng 8 năm 2011, Kane có trận ra mắt Tottenham Hotspur, đá chính trong trận lượt về vòng loại UEFA Europa League, gặp Hearts, đội bóng anh có những sự thay đổi người sau khi thắng trận lượt đi 5–0. Trận đấu ra mắt của Kane là một trận đấu không có bàn thắng, mặc dù anh vẫn được hưởng một quả phạt đền sau khi pha phạm lỗi của thủ môn đối phương, người sau đó cản phá quả phạt đền mà chính Kane đã thực hiện. Anh đã có 6 lần ra sân ở Europa League trong mùa giải đó. Ngày 15 tháng 12 năm 2011, Kane có bàn thắng đầu tiên cho đội bóng trong chiến thắng 4–0 trước Shamrock Rovers.
Ngày 29 tháng 12 năm 2011, Kane cùng Ryan Mason đồng ý gia nhập đội bóng Millwall ở Championship dưới dạng cho mượn cho đến hết mùa giải. Sau trận ra mắt của anh gặp Bristol City, huấn luyện viên Kenny Jackett nói rằng anh đã có "màn ra mắt rất tốt" nhưng "không may là không có bàn thắng", là "một sự bổ sung tốt" cho câu lạc bộ này trong nửa sau của mùa giải. Anh đã có 7 bàn thắng trong 14 trận cuối cùng của mùa giải. Kane đã ghi 9 bàn sau 27 lần ra sân, giúp anh được vinh danh là Cầu thủ trẻ xuất sắc nhất năm của Millwall trong mùa giải 2011–12. Bàn thắng ghi được của anh ấy vào cuối mùa giải được ghi nhận là đã giúp đội bóng vươn lên vị trí trên bảng xếp hạng để tránh khỏi nguy cơ xuống hạng.
Kane trải qua giai đoạn trước mùa giải 2012–13 với Tottenham, lập một hat-trick trong chiến thắng 6–0 trên sân khách trước Southend United vào ngày 10 tháng 8 năm 2012. Ngày 18 tháng 8, anh có trận ra mắt ở Premier League trong trận thua 1-2 trước Newcastle United, vào sân thay người ở phút thứ 86.
Ngày 31 tháng 8 năm 2012, Kane gia nhập câu lạc bộ Norwich City ở Premier League theo dạng cho mượn kéo dài một mùa giải, ra mắt trong trận gặp West Ham United với tư cách là cầu thủ thay thế. Kane đã bị chấn thương, gãy xương bàn chân trong trận gặp Doncaster Rovers tại Cúp EFL chỉ trong lần ra sân thứ hai của anh. Cầu thủ 19 tuổi này đã phải qua quá trình hồi phục tại đội bóng Tottenham nhưng trở lại thi đấu cho Norwich vào ngày 29 tháng 12 năm 2012, vào sân từ băng ghế dự bị ở hiệp một khi đội bóng anh thua 3–4 trước Manchester City. Tuy nhiên, với việc Tottenham Hotspur không thể bổ sung các phương án tiền đạo trong kỳ chuyển nhượng tháng 1, họ đã lựa chọn đưa Kane trở lại vào ngày 1 tháng 2 năm 2013.
Hai mươi ngày sau khi trở lại Tottenham Hotspur, Kane gia nhập Leicester City dưới dạng cho mượn trong phần còn lại của mùa giải để giúp câu lạc bộ thúc đẩy việc tự động thăng hạng từ EFL Championship. Ngày 26 tháng 2 năm 2013, anh ra mắt Leicester City trong chiến thắng 3–0 trên sân trước Blackburn Rovers, ghi bàn thắng ở phút thứ 42 và dẫn trước 2–0. Anh đã có 13 lần ra sân cho câu lạc bộ ở East Midlands, 8 lần ra sân từ băng ghế dự bị, và đội bóng anh đã lọt vào bán kết play-off trước khi bị loại bởi Watford.
Trong mùa giải 2013–14, Kane có bàn thắng đầu tiên cho Tottenham trong trận gặp Hull City trên sân White Hart Lane ở Cúp EFL, ghi bàn gỡ hòa trong hiệp phụ, trận đấu kết thúc với tỷ số 2–2. Sau đó, Tottenham thắng tỷ số 8–7 trên chấm phạt đền, với Kane đã thực hiện đá phạt thành công và cũng ghi bàn thắng thứ năm trong chín ở loạt sút luân lưu.
Ngày 7 tháng 4 năm 2014, Kane có trận đầu tiên đá chính cho Tottenham Hotspur ở Premier League, đồng thời ghi bàn thắng đầu tiên ở phút thứ 59 trong chiến thắng 5–1 trước Sunderland. Anh cũng ghi bàn trong trận đấu tiếp theo, giúp đội bóng anh gỡ hoà 3–3 trước West Bromwich Albion sau khi bị dẫn trước 0–3. Anh ghi bàn trong trận thứ ba liên tiếp vào ngày 19 tháng 4, lần này giúp Tottenham giành chiến thắng 3-1 trong "trận derby London" trước Fulham ở sân nhà.

#### 2014–15: Cầu thủ trẻ xuất sắc nhất năm của PFA

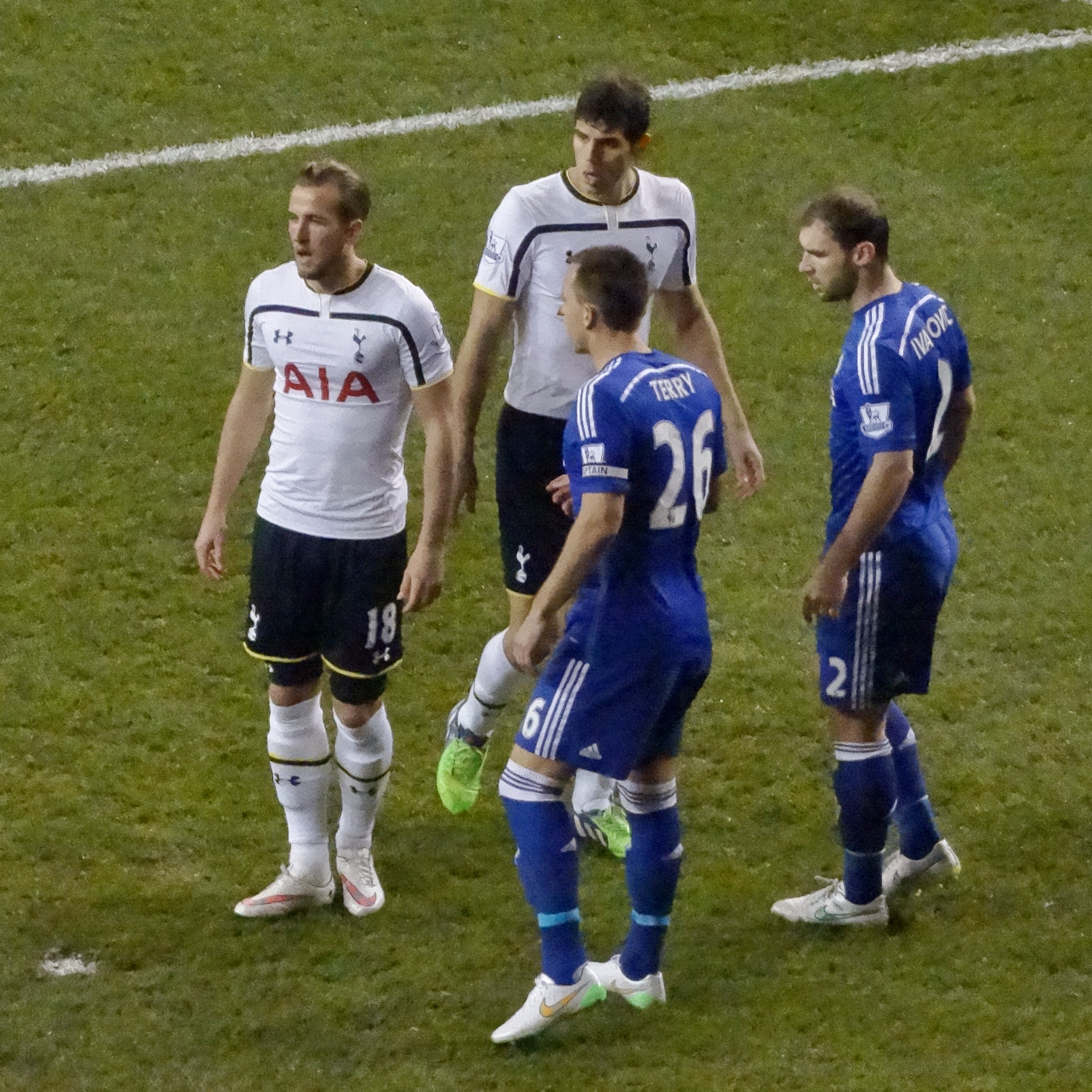
Kane (trái) thi đấu cho Tottenham Hotspur gặp Chelsea năm 2015. Kane ghi hai bàn trong chiến thắng 5–3 của Spurs.

Trong trận mở màn Premier League mùa giải 2014–15 gặp West Ham, anh vào sân với tư cách cầu thủ dự bị và thực hiện kiến tạo cho Eric Dier ghi bàn thắng ấn định chiến thắng 1–0 cho Tottenham. Anh đã ghi bàn trong cả hai lượt trận ở vòng play-off UEFA Europa League, AEL Limassol; ghi bàn ấn định chiến thắng ở phút thứ 80 ở lượt đi và mở tỷ số trong chiến thắng 3–0 ở lượt về sau khi bỏ lỡ một quả phạt đền. Ngày 24 tháng 9 năm 2014, Kane ghi một bàn thắng muộn ở phút thứ 90+1 vào lưới Nottingham Forest tại Cúp EFL để giúp đội bóng anh đánh bại với tỷ số 3–1. Anh lập hat-trick chuyên nghiệp đầu tiên cho Tottenham trong chiến thắng 5–1 trước Asteras Tripoli ở vòng bảng UEFA Europa League vào ngày 23 tháng 10 năm 2014. Kane buộc phải chơi trong khung thành trong ba phút cuối, sau khi thủ môn Tottenham Hugo Lloris nhận thẻ đỏ và bị đuổi khỏi sân mà không còn quyền thay bất kỳ cầu thủ nào và để thủng lưới khi anh thực hiện cản phá quả phạt trực tiếp không thành trước tiền đạo đối phương Jerónimo Barrales.
Ngày 2 tháng 11 năm 2014, Kane vào sân thay người ở hiệp hai trong trận gặp Aston Villa và co bàn thắng đầu tiên trong mùa giải 2014–15, ghi bàn ở phút thứ 90 để giúp đội bóng anh có được chiến thắng 2–1. Một tuần sau, anh lần đầu đá chính cho Tottenham Hotspur ở mùa giải Premier League, khi đội bóng anh để thua Stoke City 1–2 trên sân nhà. Từ ngày 14 đến ngày 26 tháng 12, Kane ghi bàn trong ba trận thắng 2–1 liên tiếp cho Tottenham trước các đội bóng bao gồm Swansea City, Burnley và Leicester City. Ngày 1 tháng 1 năm 2015, anh ghi hai bàn và giành được một quả phạt đền khi đội bóng đánh bại 5–3 trước đội bóng đang dẫn đầu Premier League, Chelsea, và anh ghi thêm hai bàn thắng nữa trong chiến thắng 3–0 trước West Bromwich Albion vào ngày 31 tháng 1, trong đó có một bàn từ một quả phạt đền. Ngày 28 tháng 1 năm 2015, Kane kiến tạo cho Christian Eriksen gỡ hòa muộn trước Sheffield United, bàn thắng đã giúp Tottenham vào chung kết Cúp EFL 2015. Màn trình diễn đã giúp Kane giành giải thưởng Cầu thủ xuất Premier League sắc nhất vào tháng 1 năm 2015.
Ngày 2 tháng 2 năm 2015, Kane ký hợp đồng mới với Tottenham Hotspur có thời hạn 5 năm rưỡi. Năm ngày sau, anh ghi cả hai bàn thắng giúp đội bóng họ lội ngược dòng đánh bại Arsenal trong trận derby Bắc London, bàn thắng thứ 21 và 22 của Kane trong mùa giải trên mọi trận đấu. Sau khi ghi bàn vào lưới các đội bóng lần lượt Arsenal, Liverpool và West Ham United, anh một lần nữa giành được Cầu thủ xuất sắc nhất tháng của Premier League vào tháng 2 năm 2015, trở thành cầu thủ thứ tư giành được giải thưởng này trong những tháng liên tiếp. Ngày 1 tháng 3 năm 2015, sau khi Tottenham Hotspur thua trận trước Chelsea 0–2 ở vòng chung kết Cúp EFL, Kane mô tả là "cảm giác tồi tệ nhất trên thế giới". Hai mươi ngày sau, anh lập hat-trick đầu tiên tại Premier League trong chiến thắng 4–3 trên sân nhà trước Leicester City; điều đó đã mang lại cho Kane với 19 bàn thắng trong mùa giải, giúp anh trở thành cầu thủ ghi bàn nhiều nhất tại Premier League.
Ngày 5 tháng 4, Kane lần đầu tiên làm đổi trưởng của Tottenham trong trận hòa 0–0 trên sân khách trước Burnley. Hai tuần sau, anh ghi bàn thắng thứ 30 trong mùa giải khi đội bóng anh đánh bại 3–1 trước Newcastle United tại St James' Park, và từ đó anh trở thành cầu thủ Tottenham đầu tiên đạt được cột mốc kể từ Gary Lineker trong mùa giải 1991–92. Cuối tháng đó, anh lọt vào danh sách một trong hai tiền đạo trong Đội hình xuất sắc nhất năm của PFA, cùng tiền đạo Chelsea Diego Costa. Kane cũng được vinh danh là Cầu thủ trẻ xuất sắc nhất năm của PFA. Ngày 24 tháng 5 năm 2015, anh ghi bàn thắng duy nhất từ pha kiến tạo của Eric Dier trong chiến thắng trên sân khách trước Everton vào ngày cuối của mùa giải để khẳng định vị trí thứ năm cho Tottenham, qua đó giúp đội bóng anh giành vé dự UEFA Europa League mùa sau. Đây là bàn thắng thứ 21 của Harry Kane ở giải đấu, cân bằng kỷ lục Premier League cùng với Teddy Sheringham, Jürgen Klinsmann và Gareth Bale.

#### 2015–16: Vua phá lưới Premier League

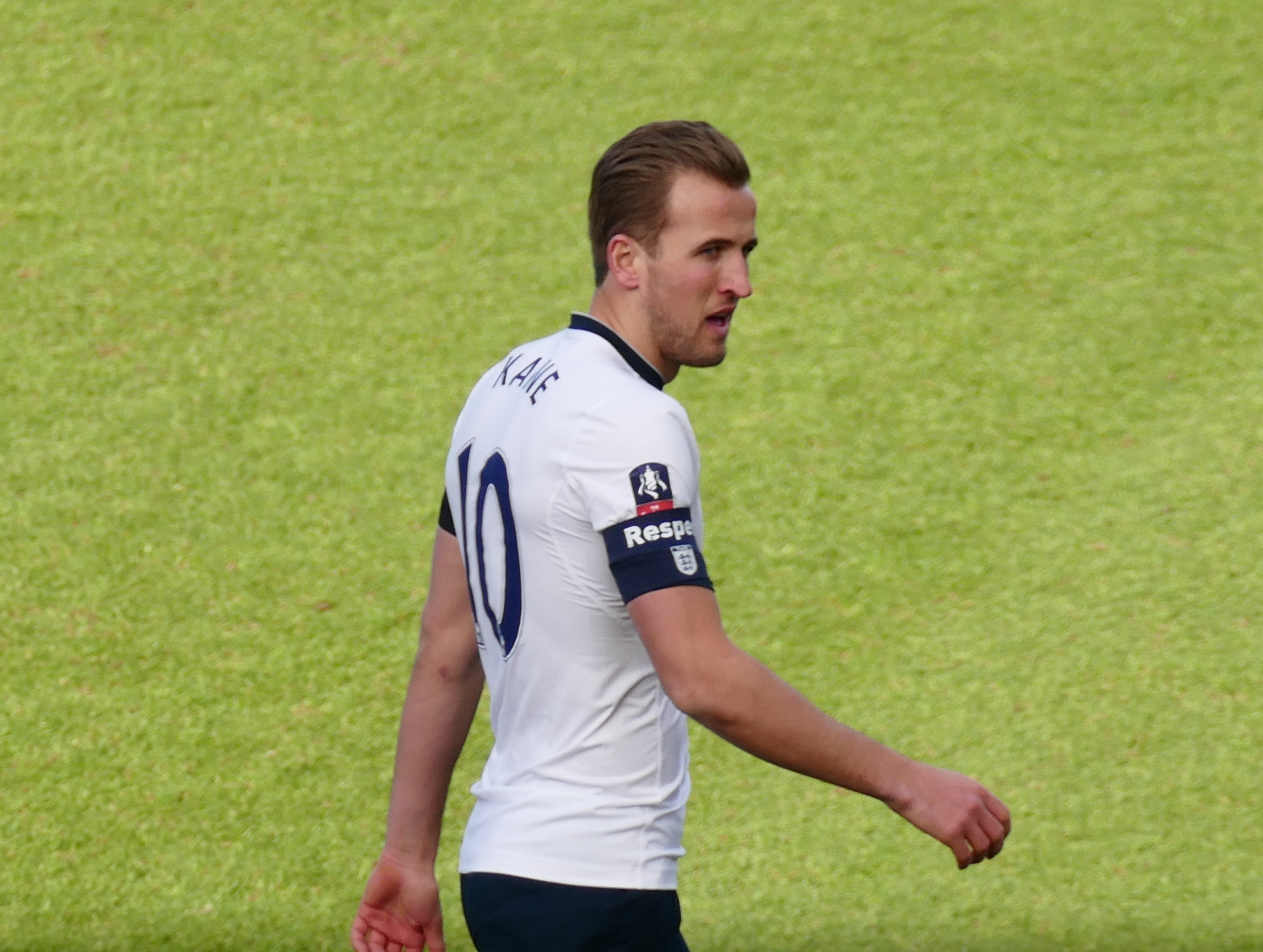
Kane làm đội trưởng Spurs năm 2016. Anh được thừa hưởng chiếc áo số 10 vào đầu mùa giải 2015–16

Trong chuyến du đấu ở Úc trước mùa giải của Tottenham, Kane đã thu hút rất nhiều người hâm mộ khi đến thăm trung tâm thương mại Westfield Sydney, dẫn đến việc câu lạc bộ đã cử một chiếc xe buýt nhỏ đến hộ tống anh đi. Ngày 29 tháng 7 năm 2015, Câu lạc bộ Tottenham là khách mời trong trận đấu MLS All-Star 2015 tại Dick's Sporting Goods Park, Commerce City, Colorado. Đội bóng anh đã thua tỷ số 1–2 trước MLS All-Stars, Kane ghi bàn thắng ở phút thứ 37 sau khi vượt qua một pha truy cản của Omar Gonzalez, và sau đó anh rời sân ở phút thứ 77.
Số áo của Kane đã được thay đổi từ 18 thành 10, trước đây được Emmanuel Adebayor từng mặc. Trong cuộc phỏng vấn với The Daily Telegraph, anh trả lời rằng mình đã đổi số "để trở thành một huyền thoại của câu lạc bộ này". Với việc Adebayor và Roberto Soldado đã được rao bán, anh có trận đầu tiên ở Premier League 2015–16 với tư cách là tiền đạo duy nhất của Tottenham và là đội trưởng thứ ba sau Hugo Lloris và Jan Vertonghen. Ngày 26 tháng 9 năm 2015, Kane ghi bàn thắng đầu tiên trong mùa giải này khi Tottenham lội ngược dòng đánh bại đội đầu bảng Manchester City 4–1. Tám ngày sau, anh đá phản lưới nhà từ quả phạt góc của cầu thủ đối phương Jonjo Shelvey trong trận gặp Swansea City, nhưng Tottenham lội ngược dòng với tỷ số hòa 2–2.
Ngày 25 tháng 10 năm 2015, Kane ghi một hat-trick trong đó có một quả phạt đền mà anh đã thực hiện, giúp Tottenham vượt qua bàn thua ngay ở phút đầu tiên để giành chiến thắng 5–1 trước Bournemouth tại Dean Court. Tám ngày sau, anh ghi bàn thắng thứ năm trong mùa giải này với bàn thắng cuối cùng để ẩn định chiến thắng 3–1 trước Aston Villa. Ngày 8 tháng 11 năm 2015, anh ghi bàn giúp Tottenham vượt lên dẫn trước trước Arsenal trong hiệp một trước khi bị cầm hòa 1–1; bàn thắng vào lưới của thủ môn Arsenal Petr Čech là từ pha chạm bóng đầu tiên của Kane sau đường chuyền dài của Danny Rose.
Mười tám ngày sau, Kane ghi bàn thắng thứ 9 trong sáu trận đấu, bàn thắng duy nhất trong trận gặp Qarabağ FK, đưa Tottenham lọt vào vòng loại trực tiếp UEFA Europa League 2015–16. Ngày 19 tháng 12 năm 2015, anh ra sân lần thứ 100 cho câu lạc bộ trong chiến thắng 2–0 trước Southampton, và ghi bàn thắng thứ 10 trong 10 trận gần nhất. Một tuần sau, Kane ghi thêm hai bàn trong trận thắng 3–0 trước Norwich City, điều đó giúp anh đạt cột mốc 27 bàn thắng tại Premier League trong năm 2015, phá kỷ lục của Sheringham. Ngày 10 tháng 1 năm 2016, anh có bàn thắng thứ 50 cho Tottenham trong trận hòa 2–2 trước Leicester ở vòng 3 Cúp FA.
Kane giành được Cầu thủ xuất sắc nhất tháng của Premier League lần thứ ba vào tháng 3 năm 2016, sau khi ghi 5 bàn trong 4 trận, bao gồm một cú sút chéo góc từ cự ly 18 yard trong trận derby Bắc London gặp Arsenal mà Kane đã gọi là "một trong những bàn thắng đẹp nhất của tôi bằng pha kỹ thuật". Ngày 2 tháng 4, Kane ghi bàn thắng thứ 22 trong trận hoà 1–1 trước Liverpool, giúp anh trở thành cầu thủ ghi nhiều bàn thắng nhất cho câu lạc bộ trong mùa giải, với sáu trận còn lại.
Kane đã kết thúc mùa giải với danh hiệu Chiếc giày vàng Premier League, với số bàn thắng của anh nhiều hơn cả Sergio Agüero và Jamie Vardy với 25 bàn. Anh có tên trong Đội hình xuất sắc nhất năm của PFA lần thứ hai liên tiếp, khi Tottenham cán đích ở vị trí thứ ba và giành quyền tham dự UEFA Champions League.

#### 2016–17: Á quân Premier League và Chiếc giày vàng thứ hai

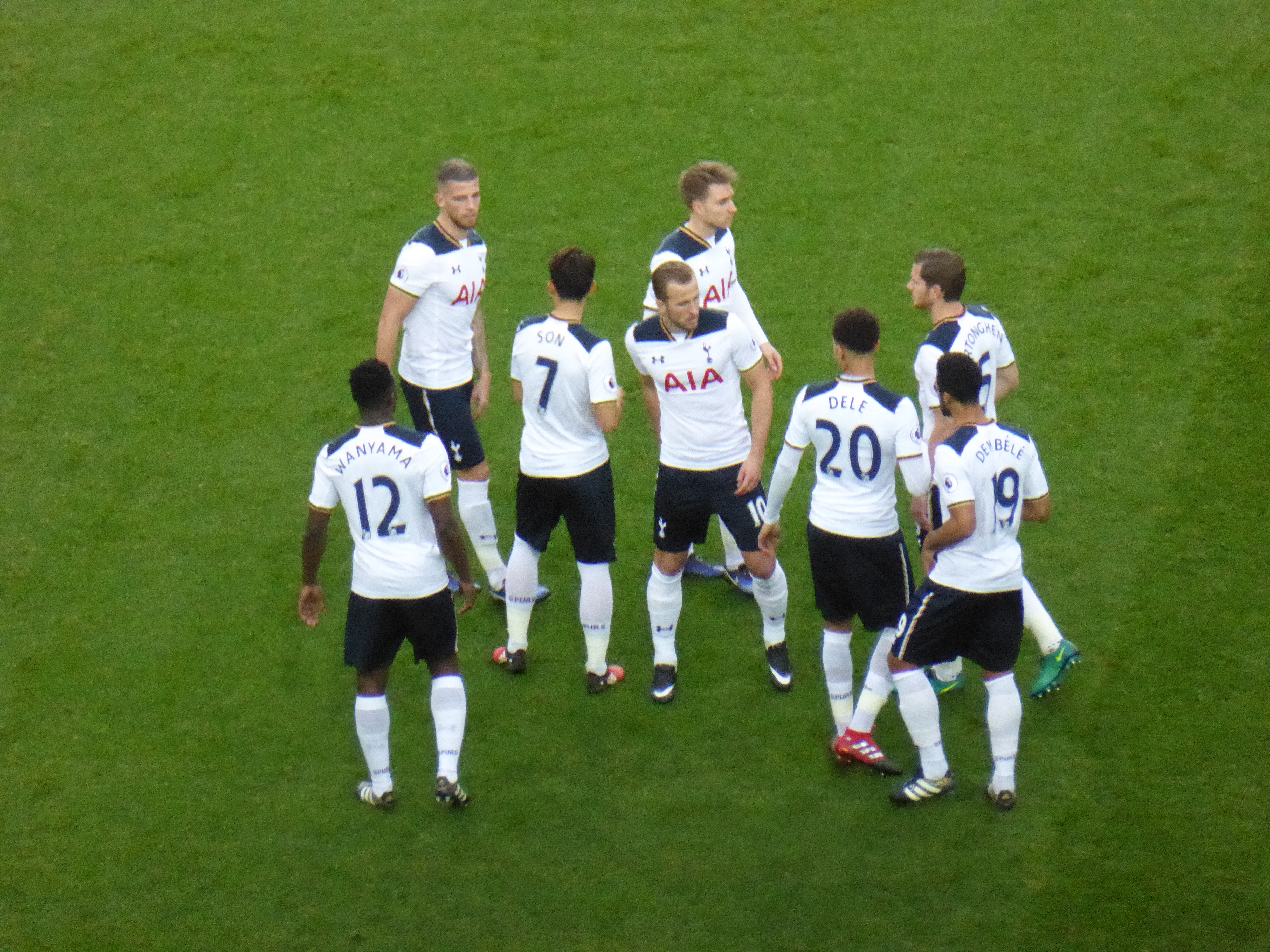
Kane (giữa) cùng các đồng đội Tottenham Hotspur trước trận đấu gặp Manchester United ở Premier League tại Old Trafford vào tháng 12 năm 2016

Khi thủ môn Hugo Lloris vắng mặt, Kane ra sân với tư cách là đội trưởng câu lạc bộ trong trận mở màn Premier League mùa giải 2016–17, kiến tạo cho Victor Wanyama ghi bàn giúp Tottenham giành chiến thắng với tỷ số 1–0 trước Crystal Palace tại White Hart Lane. Anh có bàn thắng đầu tiên trong ngày thi đấu thứ tư của mùa giải này, ghi bàn thắng cuối trong chiến thắng 4–0 trước Stoke City.
Ngày 14 tháng 9 năm 2016, Kane có trận ra mắt ở UEFA Champions League cho Tottenham trong trận thua 1–2 trước A S Monaco tại Sân vận động Wembley. Bốn ngày sau, anh ghi bàn thắng quyết định vào lưới Sunderland ở Premier League, nhưng phải rời sân bằng cáng vì dính dây chằng chấn thương mắt cá chân ngay khi va chạm với Papy Djilobodji. Các báo chí chỉ ra rằng chấn thuơng dây chằng mắt cá chân của Kane đã bị tổn thương, khiến anh phải nghỉ thi đấu từ 6 đến 8 tuần. Sau khi bỏ lỡ năm trận đấu ở Premier League và ba trận ở vòng bảng Champions League, Kane trở lại câu lạc bộ vào ngày 6 tháng 11, ghi bàn từ chấm phạt đền để gỡ hòa 1–1 trước Arsenal. Ngày 22 tháng 11, anh ghi bàn thắng đầu tiên tại UEFA Champions League trong trận lượt về gặp Monaco tại Stade Louis II, nhưng Tottenham để thua 1–2 khiến bị loại khỏi giải đấu.
Ngày 1 tháng 12 năm 2016, Kane gia hạn hợp đồng với Tottenham Hotspur, giữ anh ở lại cho đến năm 2022. Anh có lần ra sân thứ 100 tại Premier League vào ngày 1 tháng 1 năm 2017, ghi bàn thắng đầu tiên trong năm mới tại Premier League vào lưới Watford ở phút thứ 27, anh lập cú đúp bàn thắng một lần nữa từ pha kiến tạo của cầu thủ khác ở phút thứ 33. Trong trận đấu sau khi sinh con gái, Kane lập một hat-trick trong chiến thắng 4–0 trước West Brom vào ngày 14 tháng 1. Ở vòng 5 Cúp FA 2016–17, ngày 19 tháng 2 năm 2017, Kane ghi cả ba bàn trong chiến thắng 3–0 trước Fullham. Điều này có nghĩa là cú hat-trick thứ năm trong sự nghiệp của anh và là cú hat-trick thứ hai trong năm 2017. Ngày 26 tháng 2 năm 2017, Kane một lần nữa lập hat-trick khi Tottenham giành chiến thắng 4–0 trước Stoke City, hat-trick thứ ba của anh sau 9 trận và là cú hat-trick thứ hai trong các trận sân nhà liên tiếp. Bàn thắng đầu tiên trong số này là bàn thắng thứ 100 của trong màu áo câu lạc bộ. Anh được vinh danh là Cầu thủ xuất sắc nhất tháng lần thứ tư trong sự nghiệp bóng đá vào tháng 2 năm 2017.
Ngày 20 tháng 4, Kane có tên trong Đội hình xuất sắc nhất năm của PFA mùa thứ ba liên tiếp. Anh cũng được đưa vào danh sách rút gọn sáu cầu thủ giành giải thưởng Cầu thủ xuất sắc nhất năm của PFA và Cầu thủ trẻ xuất sắc nhất năm của PFA. Hai ngày sau, anh ghi bàn thắng cho Tottenham trong trận thua 2–4 trước Chelsea tại Sân vận động Wembley. Trong trận cuối tại White Hart Lane vào ngày 14 tháng 5, Kane ghi bàn thắng giúp đội bóng dẫn trước 2–0 trong chiến thắng chung cuộc 2–1 trước Manchester United. Trong hai trận cuối của mùa giải, Kane chỉ ghi được 22 bàn, ít hơn Romelu Lukaku với 24 bàn. Tuy nhiên, với tổng cộng 7 bàn thắng trong hai trận đấu gần nhất bao gồm chiến thắng 6–1 trước nhà đương kim vô địch mùa giải Leicester City và chiến thắng 7–1 trước Hull City. Anh đã kết thúc mùa giải với tư cách là vua phá lưới Premier League với 29 bàn thắng, do đó giành được Chiếc giày Vàng thứ hai liên tiếp và trở thành cầu thủ thứ năm duy nhất làm được điều đó.

#### 2017–18: Năm phá kỷ lục

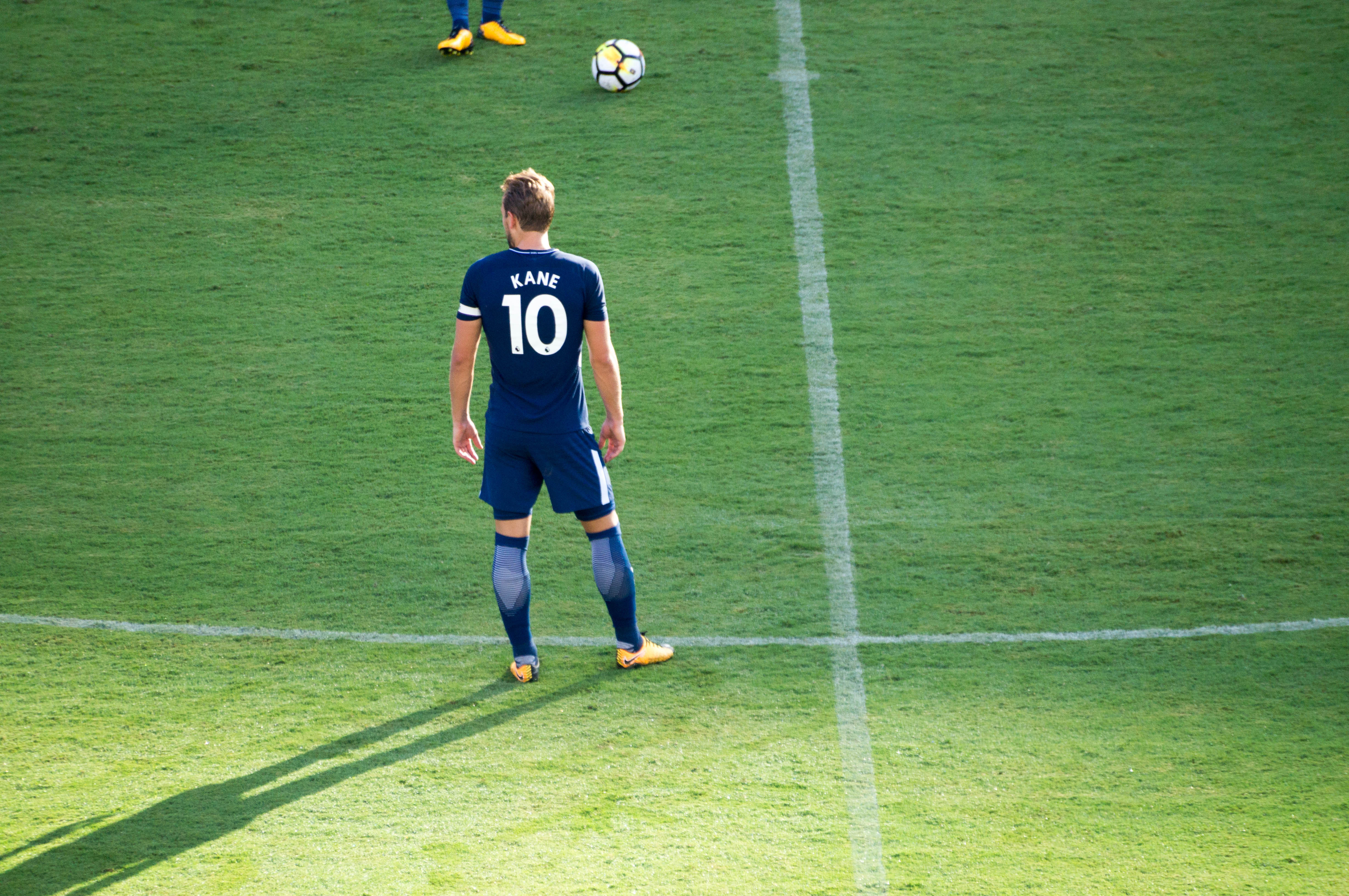
Kane trong trận đấu trước mùa giải cho Spurs tại Sân vận động Nissan ở Nashville, Tennessee, tháng 7 năm 2017

Sau khi không ghi được thắng nào trong ba trận đầu tiên của Tottenham, Kane ghi một cú đúp trong bốn lần ra sân tiếp theo cho câu lạc bộ trên mọi trận đấu. Bàn thắng của anh vào lưới Everton vào ngày 9 tháng 9 là bàn thắng thứ 100 chung cuộc cho câu lạc bộ, trong lần ra sân thứ 169 của Kane. Ngày 26 tháng 9, Kane lập hat-trick đầu tiên tại UEFA Champions League trong chiến thắng 3–0 ở vòng bảng trước APOEL. Anh được trao giải Cầu thủ xuất sắc nhất tháng của Premier League lần thứ năm vào tháng 9 năm 2017 - trong đó có 13 bàn sau 10 lần ra sân cho câu lạc bộ và đội tuyển quốc gia là tháng đẹp mắt trong sự nghiệp của Harry Kane.
— Huấn luyện viên Pochettino so sánh giữa Harry Kane và cựu cầu thủ bóng đá Gabriel Batistuta, tháng 9 năm 2017.
Ngày 23 tháng 12, Kane cân bằng kỷ lục ghi bàn ở Premier League trong năm củan Alan Shearer sau khi lập một hat-trick duy nhất trong chiến thắng 3–0 trước Burnley. Ngay sau đó, anh vượt qua kỷ lục của Shearer với một cú hat-trick trong chiến thắng 5–2 trên sân nhà trước Southampton, kết thúc năm 2016 với 39 bàn thắng tại Premier League. Cú hat-trick thứ sáu trong năm của Kane tại Premier League (thứ tám trên mọi trận đấu), điều đó khiến anh trở thành cầu thủ đầu tiên trong lịch sử Premier League lập sáu hat-trick trong một năm. Với tổng cộng ghi 56 bàn thắng trên mọi đấu trường trong năm, Kane cũng trở thành cầu thủ ghi nhiều bàn thắng nhất châu Âu trong năm 2017, phá vỡ sự thống trị của Lionel Messi và Cristiano Ronaldo với tư cách là cầu thủ ghi nhiều bàn nhiều nhất trong một năm.
Tháng 1 năm 2018, Kane có hai bàn trong chiến thắng 4–0 trên sân nhà trước Everton và trở thành cầu thủ ghi nhiều bàn thắng nhất cho Tottenham ở Premier League, phá kỷ lục 97 bàn thắng của Teddy Sheringham cho câu lạc bộ. Ngày 4 tháng 2, anh ghi một quả phạt đền vào lưới Liverpool trong hiệp phụ để gỡ hòa 2–2 tại Anfield cũng là bàn thắng thứ 100 của Harry Kane tại Premier League; anh đạt cột mốc kỷ lục về số bàn thắng chỉ sau 141 trận, vượt qua Alan Shearer với 124 trận. Anh có tên trong Đội hình xuất sắc nhất năm của PFA lần thứ tư liên tiếp vào tháng 4 năm 2018, cùng với các tiền đạo Mohamed Salah và Sergio Agüero. Ngày 8 tháng 6, Kane ký hợp đồng mới để giữ anh ở lại câu lạc bộ đến năm 2024.

#### 2018–19: Á quân UEFA Champions League
Kane bắt đầu trận mở màn mùa giải 2018–19, gặp Newcastle United mà không ghi bàn thắng nào, cho đến khi ghi bàn thắng trong trận gặp Fulham vào cuối tuần sau. Anh có bàn thắng lần đầu tiên tại Old Trafford trong chiến thắng 3–0 của Tottenham trước Manchester United kể từ năm 1992, cũng như trận thắng đậm nhất của Tottenham trên sân khách trước Manchester United sau 46 năm. Ngày 1 tháng 1 năm 2019, Kane ghi bàn thắng vào lưới Cardiff City, qua đó giúp trở thành cầu thủ đầu tiên ghi bàn vào lưới các đội bóng ở Premier League mà anh đã từng gặp. Ngày 13 tháng 1 năm 2019, anh dính chấn thương mắt cá chân trong trận thua trước Manchester United trên sân nhà, điều đó khiến anh bỏ lỡ các trận đấu quan trọng bao gồm cả trận đấu của Tottenham ở vòng 16 đội UEFA Champions League trên sân nhà.
Ngày 23 tháng 2 năm 2019, Kane trở lại đội bóng trong trận đấu với Burnley, đá chính và ghi bàn thắng gỡ hòa 1–1 ở phút thứ 65, mặc dù trận đấu kết thúc với thất bại 1-2. Anh có bàn thắng duy nhất trong trận đấu trên sân khách gặp Borussia Dortmund ở vòng 16 đội UEFA Champions League để đảm bảo chiến thắng chung cuộc 4–0 và giúp Tottenham lọt vào tứ kết lần thứ hai tại giải đấu này. Bàn thắng này cũng giúp anh trở thành tay săn bàn hàng đầu của câu lạc bộ tại các giải đấu châu Âu với 24 bàn thắng. Trong trận lượt đi tứ kết Champions League gặp Manchester City vào ngày 9 tháng 4 năm 2019, Kane lại dính chấn thương mắt cá khiến mùa giải Premier League của anh kết thúc. Tuy nhiên, anh vẫn trở lại trong trận chung kết Champions League vào ngày 1 tháng 6 năm 2019, mặc dù anh được đá chính sau khi bình phục chấn thương đã trở thành chủ đề tranh luận khi Tottenham thua 0–2 trước Liverpool.

#### 2019–20: Vật lộn với chấn thương
Kane đá chính cho Tottenham trong mùa giải 2019–20, ghi hai bàn trong chiến thắng 3–1 trên sân nhà trước Aston Villa, trong đó bàn thắng đầu tiên của anh trong trận đấu là trận mở màn mùa giải tại Sân vận động Tottenham Hotspur. Ngày 1 tháng 1 năm 2020, anh dính chấn thương gân khoeo trong trận thua 0–1 trên sân khách Southampton. Chấn thương gân kheo của Kane cần phải phẫu thuật khiến anh phải nghỉ thi đấu vài tháng. Do đại dịch COVID-19 dẫn đến việc các trận đấu ở Cúp EFL bị hoãn, anh không thi đấu thêm trận nào cho đến ngày 19 tháng 6. Ngày 23 tháng 6, trong lần ra sân thứ 200 cho Tottenham tại Premier League, anh ghi bàn thắng đầu tiên trong năm 2020, vào lưới West Ham để ẩn định chiến thắng 2–0.

#### 2020–21: Chiếc giày Vàng thứ ba và cầu thủ kiến tạo của mùa giải
Ngày 17 tháng 9 năm 2020, Kane có bàn thắng đầu tiên trong trận gặp đội bóng Nga Lokomotiv Plovdiv ở Europa League, giúp Tottenham giành chiến thắng 2–1 sau khi hai cầu thủ đối phương bị đuổi khỏi sân vào cuối hiệp hai. Anh đã có bàn thắng đầu tiên ở Premier League mùa giải 2020–21 trong chiến thắng 5–2 trước Southampton, thực hiện bốn pha kiến tạo cho Son Heung-min ghi bàn thắng. Đây là lần đầu tiên trong lịch sử Premier League mà chính Kane đã thực hiện 4 pha kiến tạo cho một đồng đội trong một trận đấu. Anh trở thành cầu thủ thứ sáu trong lịch sử Premier League với bốn pha kiến tạo trong một trận đấu và là cầu thủ người Anh đầu tiên mới làm được điều này.
Kane đã lập hat-trick trong trận gặp Maccabi Haifa ở vòng play-off UEFA Europa League vào ngày 1 tháng 10, giành quyền vào vòng bảng. Ngày 4 tháng 10, anh ghi một cú đúp trong chiến thắng 6–1 trên sân khách trước Manchester United, đây là trận thắng đậm nhất của Tottenham Hotspur tại Old Trafford và là kết quả tốt nhất của của đội bóng anh trước đối thủ kể từ trận thắng trên sân khách năm 1932. Anh đã có ghi bàn thắng thứ 200 sau 300 lần ra sân trong chiến thắng 3–1 của Tottenham trước Ludogorets ở vòng bảng Europa League. Kane đã ghi bàn cho Spurs trong chiến thắng 2–0 trước Arsenal, khiến anh trở thành cầu thủ ghi nhiều bàn thắng nhất trong lịch sử trận Derby Bắc London với 11 bàn. Đó cũng là bàn thắng thứ 100 của Harry Kane cho Tottenham trên mọi trận đấu và bàn thắng thứ 250 trong sự nghiệp bóng đá.
Ngày 2 tháng 1 năm 2021, Kane thực hiện thành công quả phạt đền để mở tỷ số và sau đó thực hiện pha kiến tạo trong chiến thắng 3–0 trên sân nhà của Tottenham Hotspur trước Leeds United. Ngày 7 tháng 3, anh ghi một cú đúp vào lưới đối thủ trong chiến thắng 4–1 trước Crystal Palace; bàn thắng cuối cùng được kiến tạo bởi Son Heung-min và đây là nỗ lực ghi bàn thắng thứ 14 của đội bóng, nhờ đó một người kiến tạo cho nhau, lập kỷ lục về số lần phối hợp ghi bàn nhiều nhất ở Premier League mùa giải 2020–21. Ngày 23 tháng 5, Kane ghi một bàn trong chiến thắng 4–2 trước Leicester City, ghi bàn thắng thứ 23 trong mùa giải này và giành giải Chiếc giày Vàng thứ ba trong sự nghiệp. Anh đã giành được giải thưởng Nhạc trưởng xuất sắc nhất Premier League mùa giải với pha kiến tạo nhiều nhất, trở thành cầu thủ đầu tiên giành được cả hai giải thưởng bao gồm Chiếc giày Vàng và Cầu thủ kiến tạo trong một mùa giải kể từ khi giành được nhạc trưởng xuất sắc nhất được giới thiệu vào năm 2018.

#### 2022–23
Kane ghi bàn thắng đầu tiên trong trận derby London gặp Chelsea ở mùa giải 2022–23, nhưng sau khi bị dẫn trước, anh cứu một điểm cho Tottenham bằng bàn thắng ở phút bù giờ thứ sáu để gỡ hoà 2–2. Điều này nâng con số lên 184 bàn thắng của Harry Kane cho Tottenham ở Premier League, cân bằng kỷ lục ghi nhiều bàn thắng nhất của Sergio Agüero cho câu lạc bộ ở Premier League. Kane đã phá kỷ lục với một bàn thắng duy nhất trong trận gặp Wolverhampton Wanderers, trở thành cầu thủ đầu tiên ghi 185 bàn thắng tại Premier League cho Spurs.
Ngày 5 tháng 2 năm 2023, Kane ghi bàn ẩn định chiến thắng 1–0 của Tottenham trước Manchester City. Đây là bàn thắng thứ 267 cho Tottenham và thứ 200 tại Premier League, giúp anh trở thành cầu thủ ghi nhiều bàn thắng nhất mọi thời đại của Tottenham Hotspur, vượt qua Jimmy Greaves với 266 bàn. Trên thực tế, thành tích của Jimmy Greaves nhưng Tottenham không tính 2 bàn tại FA Charity Shield 1962, vì vậy anh vươn lên dẫn đầu với 268 bàn thắng. Ngày 11 tháng 3 năm 2023, Kane ghi bàn thắng thứ 269 và 270 với một cú đúp trong chiến thắng 3–1 trước Nottingham Forest, mang lại những đóng góp của anh là không thể chối cãi. Anh đứng vị trí thứ hai sau Erling Haaland, với 30 bàn thắng, trở thành cầu thủ đầu tiên ghi 30 bàn trong hai mùa giải Premier League kéo dài 38 trận giải đấu.

### Bayern Munich
Sau nhiều tin đồn rời Tottenham, ngày 12 tháng 8 năm 2023 câu lạc bộ Bayern Munich FC thông báo chính thức chiêu mộ được Harry Kane với giá 100 triệu euro kèm 20 triệu phụ phí và bản hợp đồng kéo dài tới năm 2027.

#### 2023-24
Kane ra mắt đội bóng mới trong trận gặp RB Leipzig tại Siêu cúp Đức, anh vào sân 30 phút cuối trận và Bayern bất ngờ nhận thất bại 0-3 trước Leipzig. Ngày 18 tháng 8, Harry Kane có bàn thắng đầu tiên trong trận ra mắt Bundesliga gặp Werder Bremen giúp Bayern giành 3 điểm đầu tiên tại giải quốc nội.

## Sự nghiệp quốc tế

### Đội tuyển trẻ

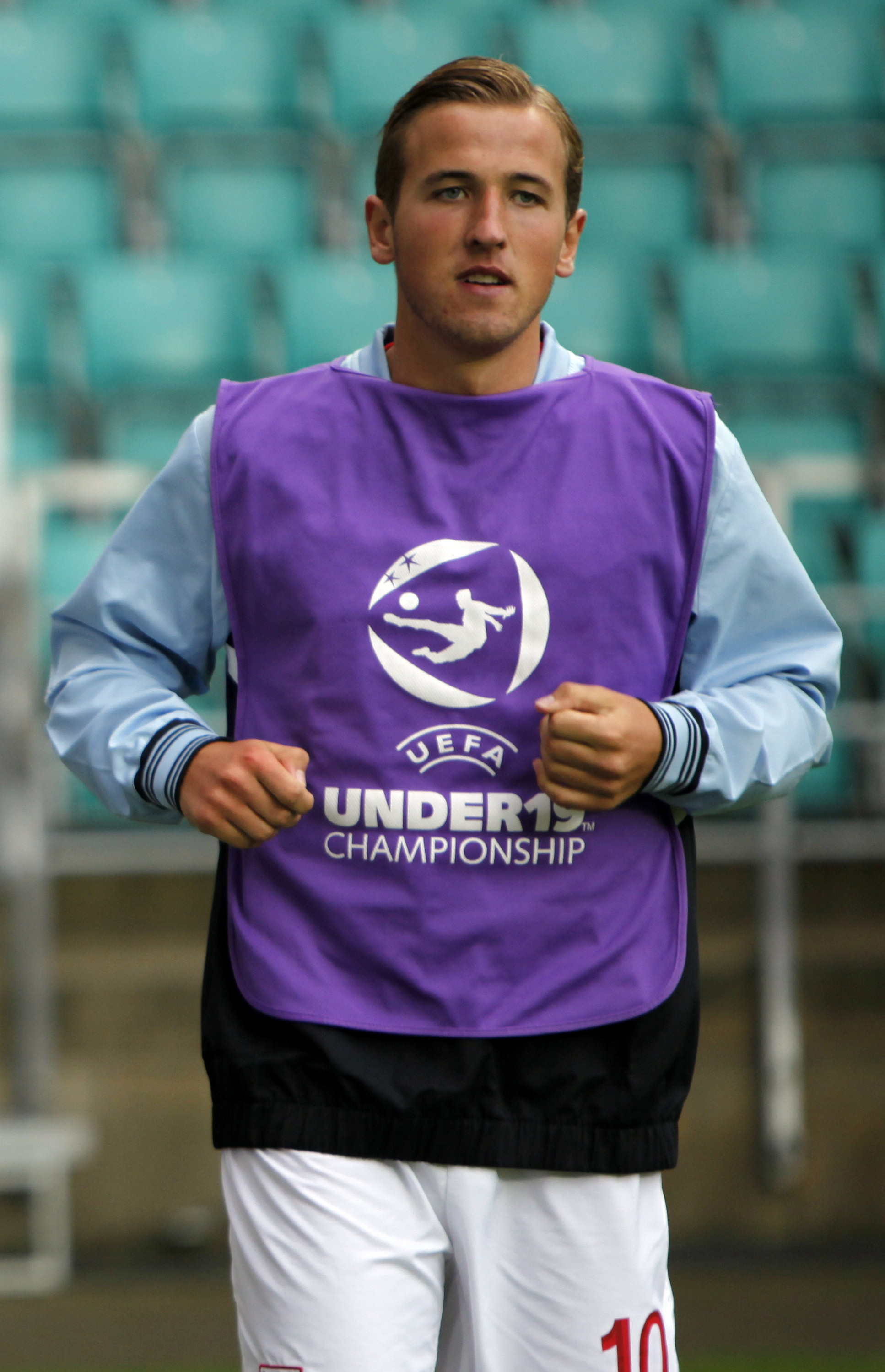
Kane khởi động cho U19 Anh tại Giải vô địch U19 châu Âu 2012

Tháng 1 năm 2010, Kane được gọi lên U17 Anh tham dự Giải Algarve ở Bồ Đào Nha. Kane đã bỏ lỡ Giải vô địch bóng đá U-17 châu Âu năm 2010 vì bị ốm, và U17 Anh giành chức vô địch giải đấu khi anh vắng mặt. Sau đó, anh chuyển lên U19 và ghi hai bàn trong chiến thắng 6–1 trước U17 Albania vào ngày 8 tháng 10 năm 2010. Kane đã đóng một vai trò quan trọng trong việc đưa U19 Anh tiến vào bán kết Giải vô địch bóng đá U-19 châu Âu năm 2012 ở Estonia. Anh đã ghi bàn thắng quyết định vào lưới U19 Pháp trong trận đấu cuối ở vòng bảng để đảm bảo cho U19 Anh tiến vào vào bán kết  bằng một cách an toàn. Tổng cộng Kane đã có 9 bàn thắng sau 14 lần ra sân cho U19 Anh.
Ngày 28 tháng 5 năm 2013, Kane có tên trong danh sách 21 cầu thủ tham dự FIFA U-20 World Cup của U21 Anh, với sự dẫn dắt của Peter Taylor. Ngày 16 tháng 6, anh có trận ra mắt U21 Anh trong chiến thắng 3–0 trước U21 Uruguay. đã thực hiện kiến tạo cho Luke Williams ghi bàn vào lưới U21 Iraq trong trận mở màn U-20 World Cup vào ngày 23 tháng 6 năm 2013. Sau đó, anh ghi bàn trong trận đấu tiếp theo gặp Chile, đón đường chuyền sau pha lập công của Ross Barkley và dứt điểm từ rìa vòng cấm. Ngày 13 tháng 8 năm 2013, Kane có trận ra mắt cho U21 Anh gặp U21 Scotland. Trận đấu đó, anh vào sân thay người ở phút thứ 58 và U21 Anh giành chiến thắng với tỷ số 6–0. Ngày 10 tháng 10, anh ghi một hat-trick cho U21 Anh trước đối thủ U21 San Marino ở vòng loại Giải vô địch U21 châu Âu 2015. Kane tiếp tục ghi nhiều bàn thắng, với cú đúp vào lưới U21 Pháp, ghi 13 bàn sau 12 trận cho U21 Anh.
Kane có tên trong đội tuyển U21 Anh tham dự Giải vô địch bóng đá U-21 châu Âu 2015 ở Cộng hòa Séc, bất chấp sự phản đối của huấn luyện viên câu lạc bộ Mauricio Pochettino. Anh đã thi đấu vài phút trong chiến dịch của U21 Anh ở giải đấu, kết thúc với việc họ bị loại ở vị trí cuối cùng của vòng bảng.

### Đội tuyển quốc gia
Kane cũng đủ điều kiện để khoác áo đội tuyển Cộng hòa Ireland thông qua cha anh, người đã sinh ra ở Galway, nhưng vào tháng 8 năm 2014, anh đã loại trừ việc chuyển sang lòng trung thành, nói rằng anh muốn khoác áo đội tuyển quốc gia Anh.
— Kane nói về trận ra mắt đội tuyển Anh.
Sau phong độ tốt của Tottenham và Kane là cầu thủ ghi nhiều bàn thắng thứ ba ở Premier League với 16 bàn, vào ngày 19 tháng 3 năm 2015, Kane được huấn luyện viên Roy Hodgson triệu tập vào đội tuyển quốc gia Anh để đối đầu với Litva trong trận ở vòng loại UEFA Euro 2016 và Ý trong trận giao hữu. Anh có trận ra mắt quốc tế tại Sân vận động Wembley, thay thế tiền đạo Wayne Rooney ở hiệp hai gặp Litva và ghi bàn sau 80 giây bằng một cú đánh đầu sau đường chuyền của Raheem Sterling. Ngày 30 tháng 3 năm 2015, trong trận giao hữu gặp Ý, Kane đá chính cùng Rooney, và thi đấu trọn vẹn 90 phút trong trận hòa 1–1 tại Sân vận động Juventus.

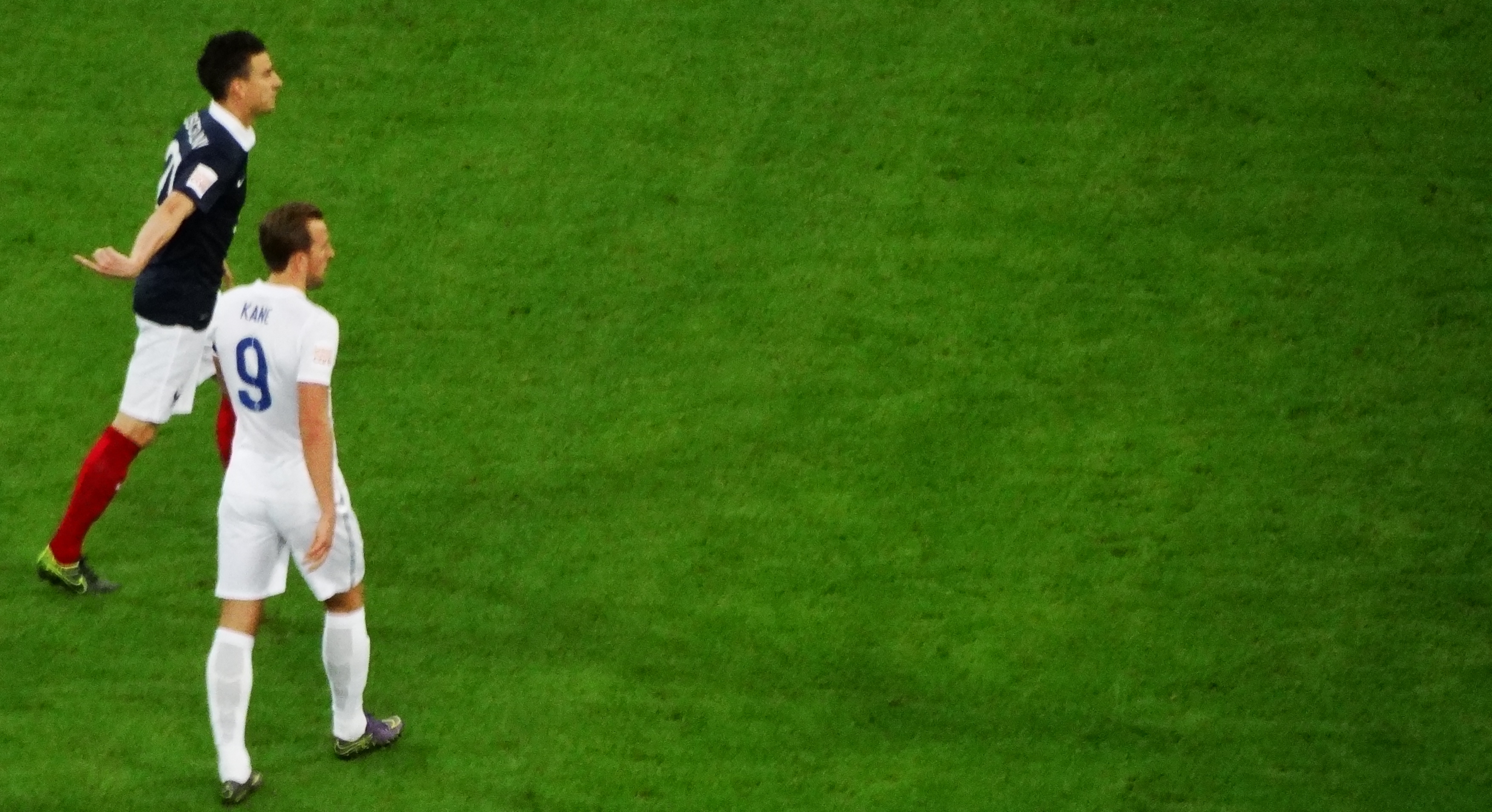
Kane (áo trắng) mặc áo số 9 thi đấu cho Anh vào năm 2015. Anh mặc áo số 9 cho đội tuyển quốc gia.

Trong lần ra sân tiếp theo của Harry Kane vào ngày 5 tháng 9 năm 2015, vào sân thay người và ghi bàn thứ năm cho đội tuyển Anh trong chiến thắng 5–0 trước San Marino, giúp Anh đủ giành vé tham dự UEFA Euro 2016. Ba ngày sau, Kane ghi bàn thắng thứ ba cho Anh vào lưới Thụy Sĩ ở vòng loại, giành chiến thắng 2–0. Ngày 12 tháng 10 năm 2015, khi đội tuyển Anh kết thúc chiến dịch vòng loại với chiến thắng thứ 10 sau 10 trận đấu, với cú sút của Kane chạm cột dọc khiến thủ môn Litva phản lưới nhà trong chiến thắng 3–0 trên sân khách.
Ngày 22 tháng 5 năm 2016, Kane ghi bàn trong trận giao hữu chiến thắng 2–1 trước Thổ Nhĩ Kỳ tại Sân vận động Thành phố Manchester, nhưng sau đó đã bỏ lỡ một quả phạt đền. Anh là cầu thủ người Anh đầu tiên không ghi bàn từ chấm phạt đền trong một trận đấu kể từ Frank Lampard năm 2010 và là người đầu tiên sút trượt mục tiêu kể từ Peter Crouch năm 2006. Tại UEFA Euro 2016 ở Pháp vào tháng 6 năm đó, Kane được chỉ định thực hiện các quả phạt góc, điều đó khiến bị các chuyên gia chỉ trích, nhưng được Hodgson bảo vệ và nói rằng anh là cầu thủ xuất sắc nhất trong vai trò này.
Ngày 10 tháng 6 năm 2017, Kane lần đầu tiên làm đội trưởng của đội tuyển quốc Anh trong trận gặp Scotland ở vòng loại FIFA World Cup 2018, ghi bàn thắng trong thời gian bù giờ để gỡ hoà 2–2. Ngày 5 tháng 10, anh ghi bàn thắng trong hiệp phụ vào lưới Slovenia, giúp đội tuyển Anh đủ điều kiện tham dự FIFA World Cup 2018.

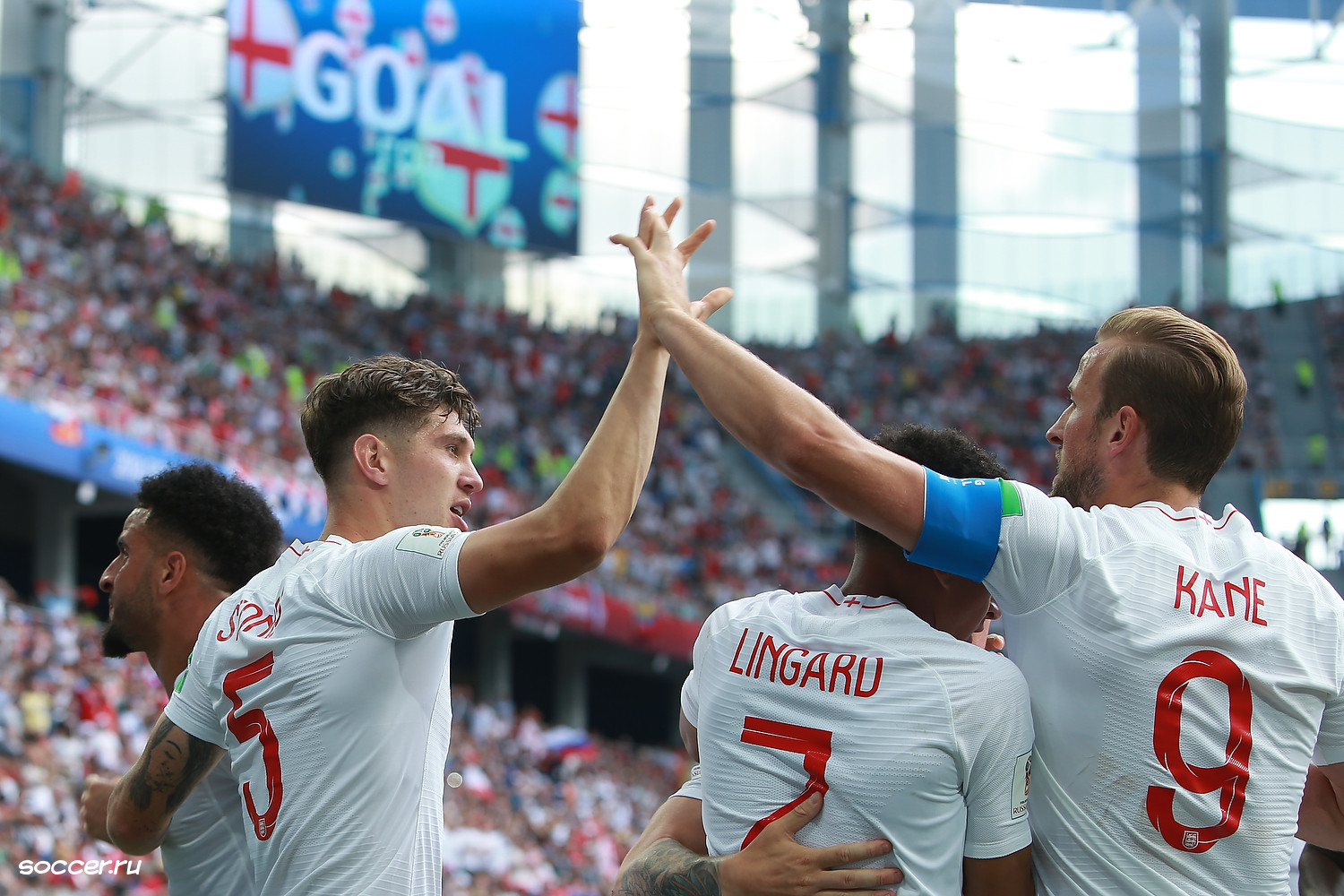
Kane (phải) cùng John Stones ăn mừng bàn thắng vào lưới Panama ở FIFA World Cup 2018

Kane có tên trong danh sách 23 cầu thủ Anh tham dự FIFA World Cup 2018 và làm đội trưởng. Ngày 18 tháng 6, Kane ghi hai bàn thắng cho đội tuyển Anh trong chiến thắng 2–1 trước Tunisia, bàn thắng ấn định chiến thắng của họ ở phút bù giờ, trong trận mở màn World Cup 2018. Trong trận đấu tiếp theo vào ngày 24 tháng 6, Kane lập một hat-trick trong chiến thắng 6–1 của Anh trước Panama, trận thắng đậm nhất của đội tuyển quốc gia Anh ở World Cup. Với việc ghi 3 bàn thắng vào lưới Panama, Kane trở thành cầu thủ Anh thứ ba lập hat-trick trong một trận đấu tại World Cup, sau Geoff Hurst trong trận chung kết gặp Tây Đức ở World Cup 1966 và Gary Lineker trong trận gặp Ba Lan ở World Cup 1986.
Kane ghi bàn thắng thứ sáu cho đội tuyển Anh trong chiến thắng trước Colombia ở vòng 16 đội FIFA World Cup. Ghi bàn trên chấm phạt đền vào đối thủ để gỡ hoà 1–1, đồng thời ghi bàn trong loạt sút luân lưu khi Anh đánh bại tỷ số 4–3; đó là lần đầu tiên mà đội tuyển Anh hạ được đối thủ bằng loạt sút luân lưu tại World Cup. Kane đã không ghi bàn một lần nữa trong các trận còn lại ở World Cup khi họ kết thúc ở vị trí thứ tư sau khi để thua Bỉ 0–2 trong trận tranh giành hạng ba. Tuy nhiên, sáu bàn thắng của Kane ở giải đấu đã mang về cho anh Chiếc giày vàng với tư cách là cầu thủ ghi nhiều bàn thắng nhất tại FIFA World Cup và là cầu thủ Anh đầu tiên giành được giải thưởng này kể từ khi Gary Lineker trở thành cầu thủ đầu tiên mới làm được điều đó ở FIFA World Cup 1986.
Kỳ nghỉ quốc tế tháng 9 chứng kiến sự ra đời của UEFA Nations League. Ngày 8 tháng 9 năm 2018, Kane có trận ra mắt tại National League, với tư cách là đội trưởng và thi đấu trọn vẹn 90 phút trong trận thua 1–2 trước Tây Ban Nha. Ngày 15 tháng 10, họ lại đấu với Tây Ban Nha lần thứ hai ở vòng bảng, Kane thực hiện hai pha kiến tạo trong chiến thắng 3–2 của đội tuyển Anh. Ngày 14 tháng 11, trong trận giao hữu gặp đội tuyển Hoa Kỳ, Kane trao tặng cho Wayne Rooney Chiếc giày Vàng của đội tuyển Anh để công nhận 53 bàn thắng của Rooney cho họ, một kỷ lục giúp anh trở thành cầu thủ ghi nhiều bàn thắng nhất cho đội tuyển Anh mọi thời đại. Trong cuộc phỏng vấn sau trận đấu kết thúc với chiến thắng 3–0 cho đội tuyển Anh, Rooney tiết lộ rằng Harry Kane muốn trao giải thưởng cho Rooney và anh tin rằng một ngày nào đó Kane sẽ đánh bại được. Ba ngày sau, Kane ra sân với tư cách là đội trưởng trong trận đấu cuối ở vòng bảng Nations League, gặp Croatia, khi đội tuyển Anh giành chiến thắng tỷ số 2–1. Anh đã có pha kiến tạo đầu tiên cho Jesse Lingard ghi bàn thắng gỡ hòa, sau đó ghi bàn thắng quyết định giúp họ đứng đầu bảng và giành vé tham dự Vòng chung kết UEFA Nations League vào tháng 6 năm 2019.
Ở vòng loại UEFA Euro 2020, Kane ra sân lần thứ 1.000 của đội tuyển Anh với tư cách là đội trưởng và lập một hat-trick vào lưới Montenegro. Điều này nâng tổng số lên 31 bàn thắng trên mọi trận đấu và giúp anh đứng thứ 6 trong danh sách những tay săn bàn hàng đầu mọi thời đại của đội tuyển Anh, do đó anh trở thành đội trưởng của Anh ghi nhiều bàn thắng nhất. Chiến thắng 7–0 trước Montenegro giúp Anh giành vé tham dự UEFA Euro 2020. Kane đã có phong độ tốt trong suốt quá trình vòng loại, trở thành cầu thủ Anh đầu tiên ghi bàn trong mọi trận đấu ở chiến dịch vòng loại, với tổng cộng 12 bàn thắng - nhiều nhất cho một cầu thủ Anh trong một năm.
Trong hai trận cuối ở vòng loại FIFA World Cup 2022 gặp các đối thủ bao gồm Albania và San Marino, Kane lập một hat-trick trong mọi trận (bao gồm một "hat-trick hoàn hảo " vào lưới Albania và bốn bàn vào lưới San Marino) để góp phần bảo vệ thành công của đội tuyển Anh đủ điều kiện tham dự FIFA World Cup 2022. Tại UEFA Nations League 2022–23, tháng 6 năm 2022, Kane ghi bàn thắng quốc tế thứ 50 trong trận đấu gặp Đức, khiến anh trở thành cầu thủ thứ hai ghi 50 bàn cho đội tuyển Anh, chỉ kém Wayne Rooney ba bàn trong danh sách vua phá lưới mọi thời đại của đội tuyển Anh. Tại FIFA World Cup 2022, Kane ghi hai bàn, đủ để cân bằng kỷ lục ghi bàn nhiều nhất mọi thời đại của Rooney, giúp Anh lọt vào tứ kết; tuy nhiên họ bị Pháp loại sau khi Kane sút hỏng quả phạt đền trong trận thua 1–2
Ngày 23 tháng 3 năm 2023, anh ghi một quả phạt đền cho đội tuyển Anh ở vòng loại UEFA EURO 2024 để nâng lên tỷ số 2–0. Tuy nhiên, họ để thua một bàn và vẫn giành chiến thắng trước đương kim vô địch EURO, Ý. Đây cũng là trận thắng sân khách đầu tiên của Anh trong trận gặp Ý kể từ năm 1961 và là bàn thắng thứ 54 của Harry Kane cho đội tuyển Anh, vượt qua kỷ lục của Wayne Rooney để trở thành cầu thủ ghi bàn nhiều nhất mọi thời đại trong màu áo đội tuyển Anh. Kane đã đạt được cột mốc thành tích với 39 trận ít hơn Rooney, với tỷ lệ ghi 0,7 bàn/trận, cao hơn hầu hết các tay săn bàn hàng đầu của Anh gần đây. Ngày 17 tháng 10, anh lập một cú đúp, giúp cho đội tuyển Anh giành chiến thắng 3–1 trước Ý ở trận lượt về vòng loại Euro 2024, đó là trận thắng đầu tiên của Anh trước Ý trên sân Wembley kể từ tháng 11 năm 1977.
Ngày 6 tháng 6 năm 2024, Kane có tên trong danh sách 26 cầu thủ bóng đá tuyển Anh tham dự vòng chung kết Euro 2024. Anh được treo băng đổi trưởng của tuyển Anh trong trận mở màn ở vòng bảng C, gặp Serbia vào ngày 16 tháng 6, khi cùng đồng đội thắng 1–0, điều đó khiến anh vượt qua Gary Neville người đã có 11 lần ra sân tại Euro để trở thành cầu thủ tuyển Anh góp mặt nhiều nhất ở giải đấu, với 12 lần ra sân. Đồng thời, anh cũng phá kỷ lục của Ashley Cole và Raheem Sterling với 22 trận để trở thành cầu thủ duy nhất cán mốc 23 trận trong khoác áo đội tuyển Anh ở World Cup và EURO. Bốn ngày sau, trận đấu thứ hai ở vòng bảng gặp Đan Mạch, Kane ghi bàn thắng mở tỷ số 1–0 cho Anh (chung cuộc hòa 1–1) và cũng là bàn thắng đầu tiên ở giải đấu. Ngày 30 tháng 6, anh ghi bàn thắng lưới Slovakia bằng cú thực đánh đầu ở phút thứ đầu tiên của hiệp phụ để ẩn định chiến thắng 2–1. Trận đấu đó là lần ra sân thứ 79 của Kane trong tuyển Anh, phá vỡ kỷ lục của Peter Shilton.

## Phong cách chơi

### Phát triển
— Kane trong quá trình học bóng đá năm 2016
Cựu huấn luyện viên đội trẻ của Kane, Alex Inglethorpe đã nói về cầu thủ này:
Khi lần đầu tiên bước vào U18 ở 15 tuổi, Kane nổi bật ở chỗ trông hơi ngổ ngáo. Anh chuyền bóng hơi lúng túng và cồng kềnh. Nhưng nhìn kỹ hơn, anh có rất nhiều khả năng, một kỹ thuật tuyệt vời. Tôi nghĩ Kane đã làm mọi người ngạc nhiên về việc anh giỏi như thế nào. Về mặt chiến thuật, anh rất linh hoạt. Anh thường chơi ở vị trí tiền vệ. Tôi nhớ đã từng thấy anh chơi ở vị trí tiền vệ trụ.
Khi còn là thiếu niên, anh không phát triển về thể chất như các cầu thủ khác và cũng không nhanh nhẹn. Tuy nhiên, anh đã nhận được sự tôn trọng của các huấn luyện viên nhờ kỹ thuật và mong muốn cải thiện bản thân.
Tháng 2 năm 2013, Talksport nói rằng Kane giỏi nhất ở vị trí tiền đạo thứ hai, mặc dù cũng có khả năng ở vị trí tiền đạo cắm hoặc vị trí chạy cánh. Họ viết rằng cầu thủ này thích thực hiện các cú sút của mình hơn, mặc dù anh cũng có thể ghi bàn từ xa. Báo chí cũng lưu ý rằng anh có tốc độ tốt, nhưng yếu trong không chiến và đã không ghi bàn khi cho mượn ở Norwich City. Ban đầu là mức phí cầu thủ người Tây Ban Nha, Roberto Soldado là £26 triệu và thường xuyên được cho mượn, Kane cuối cùng đã được huấn luyện viên Mauricio Pochettino xếp đá chính cho Tottenham Hotspur. Dưới thời Pochettino, Kane nói rằng lối chơi của mình đã được cải thiện nhờ các kỹ thuật huấn luyện khắc nghiệt do người quản lý đưa ra. Anh cũng cố gắng đạt được mức tăng biên để tối đa hóa tiềm năng của mình bằng cách điều chỉnh các khía cạnh khác nhau trong quá trình luyện tập và chuẩn bị cũng như chế độ dinh dưỡng.

### Phân tích
— Alan Shearer, cầu thủ ghi bàn hàng đầu mọi thời đại của Premier League nói về Harry Kane, tháng 3 năm 2015
Cựu huấn luyện viên Tottenham David Pleat chỉ ra Harry Kane là một "trung phong lỗi thời". Clive Allen, người đã huấn luyện anh ở Tottenham, nói rằng "một điều mà tôi muốn nói về cầu thủ này, điều mà tiếc là đừng nói về nhiều cầu thủ trẻ, đó chính là Harry Kane, người có niềm đam mê với bóng đá. Anh yêu bóng, thích chơi bóng và thích ghi bàn". Cựu huấn luyện viên U21 Tottenham Les Ferdinand đã ví cách di chuyển của Kane với Teddy Sheringham, còn sức mạnh và độ chính xác trong các cú sút của anh khá giống với Alan Shearer.
Là một tiền đạo cao lớn và khỏe mạnh, Phong cách thi đấu của Kane Harry được so sánh với cựu tiền đạo Tottenham Jürgen Klinsmann, một sự so sánh mà anh đã gọi là tâng bốc vào tháng 2 năm 2015. Tháng 3 năm 2015, Chủ tịch Hiệp hội bóng đá Greg Dyke gọi Kane là chuẩn mực cho các câu lạc bộ sản sinh ra các cầu thủ trẻ người Anh. Alan Shearer đã nói rằng ba tiền đạo hay nhất đang thi đấu ở Premier League, đó chính là Kane, Diego Costa và Sergio Agüero. Mặc dù Kane bị chỉ trích vì khả năng hạn chế trên không trong thời gian đầu sự nghiệp, cũng như tốc độ thiếu đáng kể, anh trở nên sung mãn khi sự nghiệp thăng tiến.
Sau trận chiến thắng của Tottenham trước Chelsea vào tháng 1 năm 2015, blogger Chris Miller đã viết: "Không ai nghĩ Harry Kane là người sẽ thể hiện màn trình diễn đó trước Chelsea". Tháng 2 năm 2015, BBC Sport viết rằng Harry Kane là một tiền đạo đơn độc hay nhất với "lối chơi giữ bóng và kiểm soát chặt chẽ" khiến anh cũng thích hợp ở các vị trí khác nhau. Cũng trong tháng đó, Danny Murphy nói rằng đội tuyển quốc gia Anh nên được xây dựng xung quanh Kane, nói rằng, "Tôi đang cố gắng nhận ra điểm yếu trong trận đấu của cậu". Phóng viên ESPN  Michael Cox cũng nói rằng "Harry Kane ban đầu được coi là một cầu thủ ghi bàn thuần túy, anh thực sự là một cầu thủ giỏi toàn diện, thường chơi ở vị trí tiền vệ tấn công", chỉ ra rằng tại FIFA World Cup 2018 "Những đóng góp của Kane ở các vị trí lùi sâu là rất nổi bật, pha lập công của anh vẫn ấn tượng hơn bao giờ hết". Thật vậy, mặc dù Kane chủ yếu là khả năng dứt điểm lạnh lùng và cỗ máy ghi bàn như một tiền đạo cắm, nhưng anh còn có tầm nhìn, kỹ thuật, liên kết lối chơi và khả năng chuyền bóng giúp anh có thể lùi sâu, đưa đồng đội vào giải đấu và tạo cơ hội cho các cầu thủ khác; như vậy anh cũng có khả năng chơi ở một vai trò sáng tạo hơn như số 9 lầm lạc hay thậm chí còn là tiền vệ tấn công. Ngoài ra, anh còn là thực hiện quả phạt đền chính xác.
Từ năm 2020, Kane bắt đầu bị chỉ trích về chiến thuật làm hậu vệ để đánh đầu, khiến các cầu thủ ngã ngửa ra sân, có nguy cơ dính chấn thương nghiêm trọng. Sau khi làm như vậy với cầu thủ Adam Lallana của Brighton và giành được một quả phạt đền, Kane đã bị cựu cầu thủ Arsenal, Martin Keown chỉ trích: "Kane nhìn đối thủ của mình, biết cầu thủ này sẽ làm gì và chống lưng cho mình. Tôi nghĩ đó là một pha chơi bóng nguy hiểm của Harry Kane, nó biết mình đang làm gì và tôi thậm chí không nghĩ đó là một quả phạt đền." Tuy nhiên, chiến thuật này được Gary Cahill bảo vệ: "Tôi nghĩ đó chỉ là một phần của bóng đá. Tôi nghĩ rằng một yếu tố đó là sự thông minh, kinh nghiệm và biết khi nào có thể phạm lỗi."

## Truyền thông và tài trợ
Kane hợp đồng tài trợ với nhà cung cấp trang phục và thiết bị thể thao Nike: anh thường đi giày bóng đá Nike Hypervenom. Sau bàn thắng thứ 100 của anh tại Premier League vào tháng 2 năm 2018, Nike cho ra mắt phiên bản đặc biệt Hypervenom 3 HK. Năm 2018, anh  xuất hiện trên quảng cáo của Nike, 'Không gì để đánh bại được người London', cùng với các ngôi sao thể thao khác sống ở thành phố, bao gồm nhà vô địch Olympic bốn lần Mo Farah và cầu thủ của Chelsea Eden Hazard, làm nổi bật sự đa dạng của London. Trước UEFA Euro 2016, Kane xuất hiện trên các quảng cáo cho tai nghe Mars Bars và Beats by Dr. Dre.
Ngày 14 tháng 5 năm 2020, Kane tài trợ áo đấu của Leyton Orient cho mùa giải tiếp theo để hỗ trợ câu lạc bộ đầu tiên mà anh đã thi đấu để vượt qua đại dịch COVID-19. Thỏa thuận này tài trợ bất thường, nhưng được sự chấp thuận của Premier League, Liên đoàn bóng đá và Hiệp hội bóng đá Anh, khoản tài trợ đã được quyên góp cho các tổ chức từ thiện nhận 10% số tiền thu được từ việc bán áo đấu Leyton Orient bao gồm áo thi đấu sân nhà thể hiện thông điệp cảm ơn các nhân viên tuyến đầu của NHS đang giải quyết, áo thi đấu sân khách có logo của Haven House Children's Hospice trong khi bộ quần áo thứ ba có hình ảnh của tổ chức từ thiện sức khỏe tâm thần.

## Đời sống cá nhân
Trong một cuộc phỏng vấn vào tháng 2 năm 2015, Kane nói rằng mình đang có mối quan hệ với Katie Goodland, người mà anh đã biết từ khi thời thơ ấu. Anh nói với Esquire , "Chúng tôi học cùng trường, vì vậy Kaite đã nhìn thấy toàn bộ sự nghiệp của tôi. Tất nhiên, nó thấy hơi điên rồ. Tôi nghĩ rằng Katie thậm chí còn xuất hiện trên báo một vài lần khi dắt chó đi chơi." Ngày 1 tháng 7 năm 2017, Kane tuyên bố đính hôn với Goodland trên tài khoản Twitter, và tháng 6 năm 2019, họ đã kết hôn.
Ngày 8 tháng 1 năm 2017, Kane và Goodland sinh môt đứa con gái đầu lòng, Ivy Jane Kane. Con gái thứ hai của họ, Vivienne Jane Kane được sinh ra vào ngày 8 tháng 8 năm 2018. Con trai đầu lòng của họ, Louis Harry Kane, sinh ngày 29 tháng 12 năm 2020.
Kane và Goodland đều có hai con chó tha mồi Labrador, Brady và Wilson, được đặt tên theo các tiền vệ National Football League là Tom Brady và Russell Wilson. Kane đã trích dẫn The Brady 6, một bộ phim tài liệu về Brady, như một nguồn cảm hứng cho sự phát triển của anh. Năm 2019, Kane bày tỏ mong muốn trở thành cầu thủ đá chính ở National Football League "sau 10 - 12 năm".
Kane kiêng rượu trong mùa bóng, và bắt đầu từ năm 2017, anh thuê làm đầu bếp toàn thời gian để chuẩn bị những bữa ăn giàu dinh dưỡng. Anh thường chơi gôn trong thời gian rảnh.
Kane được trao Huân chương Đế quốc Anh (MBE) trong Danh hiệu Năm mới 2019 vì những đóng góp cho bóng đá.
Ngày 10 tháng 10 năm 2022, Kane đã thành lập Quỹ Harry Kane - tổ chức 'tìm cách thay đổi nhận thức về sức khỏe tâm thần bằng cách bình thường hóa các cuộc trò chuyện và thúc đẩy các thói quen tích cực để chấm dứt sự kỳ thị xung quanh chủ đề này'. Để đánh dấu sự kiện này, Kane đã xuất hiện trên chương trình CBeebies' của Bedtimes Stories.

## Thống kê sự nghiệp

### Câu lạc bộ
Tính đến ngày 5 tháng 7 năm 2025
| Câu lạc bộ            | Mùa giải            | Giải đấu            | Giải đấu | Giải đấu | Cúp quốc gia | Cúp quốc gia | Cúp liên đoàn | Cúp liên đoàn | Châu lục | Châu lục | Khác | Khác | Tổng cộng | Tổng cộng |
| Câu lạc bộ            | Mùa giải            | Hạng đấu            | Trận     | Bàn      | Trận         | Bàn          | Trận          | Bàn           | Trận     | Bàn      | Trận | Bàn  | Trận      | Bàn       |
| --------------------- | ------------------- | ------------------- | -------- | -------- | ------------ | ------------ | ------------- | ------------- | -------- | -------- | ---- | ---- | --------- | --------- |
| Tottenham Hotspur     | 2010–11             | Premier League      | 0        | 0        | —            | —            | 0             | 0             | 0        | 0        | —    | —    | 0         | 0         |
| Tottenham Hotspur     | 2011–12             | Premier League      | 0        | 0        | —            | —            | 0             | 0             | 6        | 1        | —    | —    | 6         | 1         |
| Tottenham Hotspur     | 2012–13             | Premier League      | 1        | 0        | —            | —            | —             | —             | 0        | 0        | —    | —    | 1         | 0         |
| Tottenham Hotspur     | 2013–14             | Premier League      | 10       | 3        | 0            | 0            | 2             | 1             | 7        | 0        | —    | —    | 19        | 4         |
| Tottenham Hotspur     | 2014–15             | Premier League      | 34       | 21       | 2            | 0            | 6             | 3             | 9        | 7        | —    | —    | 51        | 31        |
| Tottenham Hotspur     | 2015–16             | Premier League      | 38       | 25       | 4            | 1            | 1             | 0             | 7        | 2        | —    | —    | 50        | 28        |
| Tottenham Hotspur     | 2016–17             | Premier League      | 30       | 29       | 3            | 4            | 0             | 0             | 5        | 2        | —    | —    | 38        | 35        |
| Tottenham Hotspur     | 2017–18             | Premier League      | 37       | 30       | 4            | 4            | 0             | 0             | 7        | 7        | —    | —    | 48        | 41        |
| Tottenham Hotspur     | 2018–19             | Premier League      | 28       | 17       | 1            | 1            | 2             | 1             | 9        | 5        | —    | —    | 40        | 24        |
| Tottenham Hotspur     | 2019–20             | Premier League      | 29       | 18       | 0            | 0            | 0             | 0             | 5        | 6        | —    | —    | 34        | 24        |
| Tottenham Hotspur     | 2020–21             | Premier League      | 35       | 23       | 2            | 1            | 4             | 1             | 8        | 8        | —    | —    | 49        | 33        |
| Tottenham Hotspur     | 2021–22             | Premier League      | 37       | 17       | 3            | 3            | 5             | 1             | 5        | 6        | —    | —    | 50        | 27        |
| Tottenham Hotspur     | 2022–23             | Premier League      | 38       | 30       | 2            | 1            | 1             | 0             | 8        | 1        | —    | —    | 49        | 32        |
| Tottenham Hotspur     | Tổng cộng           | Tổng cộng           | 317      | 213      | 21           | 15           | 21            | 7             | 76       | 45       | —    | —    | 435       | 280       |
| Leyton Orient (mượn)  | 2010–11             | League One          | 18       | 5        | 0            | 0            | —             | —             | —        | —        | —    | —    | 18        | 5         |
| Millwall (mượn)       | 2011–12             | Championship        | 22       | 7        | 5            | 2            | —             | —             | —        | —        | —    | —    | 27        | 9         |
| Norwich City (mượn)   | 2012–13             | Premier League      | 3        | 0        | 1            | 0            | 1             | 0             | —        | —        | —    | —    | 5         | 0         |
| Leicester City (mượn) | 2012–13             | Championship        | 13       | 2        | —            | —            | —             | —             | —        | —        | 2    | 0    | 15        | 2         |
| Bayern Munich         | 2023–24             | Bundesliga          | 32       | 36       | 0            | 0            | —             | —             | 12       | 8        | 1    | 0    | 45        | 44        |
| Bayern Munich         | 2024–25             | Bundesliga          | 31       | 26       | 2            | 1            | —             | —             | 13       | 11       | 5    | 3    | 51        | 41        |
| Bayern Munich         | 2025–26             | Bundesliga          | 0        | 0        | 0            | 0            | —             | —             | 0        | 0        | 0    | 0    | 0         | 0         |
| Bayern Munich         | Tổng cộng           | Tổng cộng           | 63       | 62       | 2            | 1            | —             | —             | 25       | 19       | 6    | 3    | 96        | 85        |
| Tổng cộng sự nghiệp   | Tổng cộng sự nghiệp | Tổng cộng sự nghiệp | 437      | 289      | 29           | 18           | 22            | 7             | 101      | 64       | 8    | 3    | 596       | 381       |

1. ↑  Bao gồm Cúp FA, DFB-Pokal
2. ↑  Bao gồm Cúp EFL
3. 1 2 3 4 5  Ra sân tại UEFA Europa League
4. ↑  3 lần ra sân và ghi 2 bàn thắng tại UEFA Champions League, 2 lần ra sân tại UEFA Europa League
5. 1 2 3 4 5 6  Ra sân tại UEFA Champions League
6. ↑  Ra sân tại UEFA Europa Conference League
7. ↑  Ra sân tại Championship play-offs
8. ↑  Ra sân tại DFL-Supercup
9. ↑  Số lần ra sân tại FIFA Club World Cup

### Đội tuyển quốc gia
Tính đến ngày 10 tháng 6 năm 2025
| Đội tuyển quốc gia | Năm       | Trận | Bàn |
| ------------------ | --------- | ---- | --- |
| Anh                | 2015      | 8    | 3   |
| Anh                | 2016      | 9    | 2   |
| Anh                | 2017      | 6    | 7   |
| Anh                | 2018      | 12   | 8   |
| Anh                | 2019      | 10   | 12  |
| Anh                | 2020      | 6    | 0   |
| Anh                | 2021      | 16   | 16  |
| Anh                | 2022      | 13   | 5   |
| Anh                | 2023      | 9    | 9   |
| Anh                | 2024      | 14   | 7   |
| Anh                | 2025      | 4    | 4   |
| Tổng cộng          | Tổng cộng | 107  | 73  |

## Danh hiệu
Tottenham Hotspur
- Football League/EFL Cup á quân: 2014–15,[285] 2020–21[286]
- UEFA Champions League á quân: 2018–19[287]

Bayern Munich
- Bundesliga: 2024–25[288]
- Franz Beckenbauer Supercup: 2025[289]

Anh
- UEFA European Championship: á quân 2020, 2024[290]

Cá nhân
- Cầu thủ trẻ xuất sắc nhất năm của Millwall : 2011–12[45]
- Cầu thủ xuất sắc nhất tháng tại Premier League: tháng 1 năm 2015, tháng 2 năm 2015, tháng 3 năm 2016, tháng 2 năm 2017, tháng 9 năm 2017, tháng 12 năm 2017, tháng 3 năm 2022
- Đội hình xuất sắc nhất năm của PFA Premier League: 2014–15,[82] 2015–16,[101] 2016–17,[110] 2017–18,[131] 2020–21[291]
- Cầu thủ trẻ xuất sắc nhất năm của PFA: 2014–15[83]
- Cầu thủ xuất sắc nhất năm của Tottenham Hotspur : 2014–15, 2020–21[292]
- Chiếc giày Vàng Premier League: 2015–16, 2016–17, 2020–21
- Nhạc trưởng xuất sắc nhất mùa giải Premier League : 2020–21
- Cầu thủ xuất sắc nhất năm của người hâm mộ PFA : 2016–17 [293]
- Cầu thủ xuất sắc nhất năm của Football Supporters' Federation: 2017[294]
- Giải Cầu thủ xuất sắc nhất nước Anh: 2017,[295] 2018[296]
- Chiếc giày Vàng FIFA World Cup : 2018 [297]
- Đội hình trong mơ của FIFA World Cup : 2018 [298]
- Cầu thủ ghi nhiều bàn thắng nhất thế giới của IFFHS : 2017[299]
- Giải thưởng bóng đá Luân Đôn: 2018,[300] 2021[301]
- Chiếc giày vàng châu Âu: 2024
- Cúp Gerd Müller: 2024
- Vua phá lưới Bundesliga: 2023-2024, 2024-2025